# Larbi Ben Barek
Larbi Ben Barek (in arabo حجّي عبد القادر العربي بن مبارك‎?, Hajjī ʿAbd al-Qādir al-ʿArabī ben Mubārak; Casablanca, 16 giugno 1917 – Casablanca, 16 ottobre 1992) è stato un calciatore e allenatore di calcio marocchino naturalizzato francese, di ruolo centrocampista offensivo.
Fu il primo calciatore africano a ottenere fama in un campionato professionistico europeo. Fu anche il primo giocatore ad essere soprannominato Perla Nera, soprannome che sarebbe passato in seguito a Pelé dopo che questi aveva espresso un marcato apprezzamento per Ben Barek.

## Biografia e carriera
(Pelè)
Ben Barek nacque da una famiglia di etnia haratin il 16 giugno 1917 a Casablanca, allora parte del Marocco francese. Prima stella africana e primo a portare il soprannome di "Perla Nera", Ben Barek aprì la strada ai giocatori di origine africana nei campionati europei, in particolare in quello francese e in quello spagnolo.
Arrivato all'Olympique Marsiglia, in Francia, all'età di 20 anni, divenne subito un beniamino dai tifosi per le sue capacità tecniche; è ricordato come il primo calciatore francese africano di successo in Europa.
La sua carriera fu interrotta dall'inizio della Seconda guerra mondiale, ma tornò presto a dare il meglio di sé con lo Stade Français, per poi passare in Spagna all'Atlético Madrid, dove la sua fama internazionale si diffuse. Il suo soprannome presso i tifosi spagnoli era "Il piede di Dio". Con il suo aiuto, l'Atlético vinse la Liga due volte, nel 1950 e nel 1951.
Torna a Marsiglia nel 1953, ma poco dopo si unisce all'USM Bel Abbès, dove conclude la sua carriera di giocatore.
Uno dei migliori giocatori che abbiano mai rappresentato la Francia, ha collezionato 19 presenze con i Bleus tra il 1938 e il 1954; il suo ritorno in campo nel 1954 contro la Germania ad Hannover fu interrotto da un infortunio dopo mezz'ora e quella fu la fine della sua carriera.

## Palmarès

### Giocatore

#### Competizioni nazionali
- Campionato spagnolo: 2

Atletico Madrid: 1949-1950, 1950-1951
Campionati marocchini: 5
US Marocaine Casablanca: 1937-1938, 1939-1940, 1940-1941, 1941-1942, 1942-1943
- Coppa Eva Duarte: 1

Atletico Madrid: 1951